# D.C. Lewis
D.C. Lewis, pseudoniem van Ruud Eggenhuizen (Arnhem, 27 januari 1947 – aldaar, 28 april 2000), was een Nederlandse zanger.

## Carrière
Hij is vooral bekend van de nummer 1-hit Mijn gebed, waarmee hij in 1970 zestien weken in de Top 40 stond en dertien weken in de Hilversum 3 Top 30, waarvan vier weken op nummer 1.
D.C. Lewis deed in 1970 met het lied Linda mee aan het Nationaal Songfestival, maar werd niet uitgezonden naar het Eurovisiesongfestival. Hij had later nog twee kleine hits, Zijn testament en Eva Magdalena. Daarna trad de zanger nog enige tijd op met de Dance and Showband van José Marcello.
In de jaren tachtig werd bij Eggenhuizen fibromyalgie geconstateerd. Hij overleed in 2000 op 53-jarige leeftijd aan een hartstilstand en werd begraven op de Arnhemse begraafplaats Moscowa.

## Hitnotering

### Hitlijsten
| Single met eventuele hitnotering(en) in de Nederlandse Top 40 | Datum van verschijnen | Datum van binnenkomst | Hoogste positie | Aantal weken | Opmerkingen |
| ------------------------------------------------------------- | --------------------- | --------------------- | --------------- | ------------ | ----------- |
| Mijn Gebed                                                    | 1970                  | 17-01-1970            | 1(4wk)          | 16           |             |
| Zijn Testament                                                | 1970                  | 04-07-1970            | 23              | 4            |             |
| Let's Stop Our Palaver                                        | 1971                  |                       | tip7            |              |             |
| Eva Magdalena                                                 | 1971                  | 06-02-1971            | 33              | 3            |             |

### Hilversum 3 Top 30
| "Mijn gebed" 24-01-1970 t/m 18-04-1970 | "Mijn gebed" 24-01-1970 t/m 18-04-1970 | "Mijn gebed" 24-01-1970 t/m 18-04-1970 | "Mijn gebed" 24-01-1970 t/m 18-04-1970 | "Mijn gebed" 24-01-1970 t/m 18-04-1970 | "Mijn gebed" 24-01-1970 t/m 18-04-1970 | "Mijn gebed" 24-01-1970 t/m 18-04-1970 | "Mijn gebed" 24-01-1970 t/m 18-04-1970 | "Mijn gebed" 24-01-1970 t/m 18-04-1970 | "Mijn gebed" 24-01-1970 t/m 18-04-1970 | "Mijn gebed" 24-01-1970 t/m 18-04-1970 | "Mijn gebed" 24-01-1970 t/m 18-04-1970 | "Mijn gebed" 24-01-1970 t/m 18-04-1970 | "Mijn gebed" 24-01-1970 t/m 18-04-1970 | "Mijn gebed" 24-01-1970 t/m 18-04-1970 |
| Week:                                  | 1                                      | 2                                      | 3                                      | 4                                      | 5                                      | 6                                      | 7                                      | 8                                      | 9                                      | 10                                     | 11                                     | 12                                     | 13                                     |                                        |
| -------------------------------------- | -------------------------------------- | -------------------------------------- | -------------------------------------- | -------------------------------------- | -------------------------------------- | -------------------------------------- | -------------------------------------- | -------------------------------------- | -------------------------------------- | -------------------------------------- | -------------------------------------- | -------------------------------------- | -------------------------------------- | -------------------------------------- |
| Positie:                               | 10                                     | 1                                      | 1                                      | 1                                      | 1                                      | 3                                      | 3                                      | 4                                      | 9                                      | 15                                     | 16                                     | 21                                     | 26                                     | uit                                    |

| "Zijn testament" 11-07-1970 t/m 18-07-1970 | "Zijn testament" 11-07-1970 t/m 18-07-1970 | "Zijn testament" 11-07-1970 t/m 18-07-1970 | "Zijn testament" 11-07-1970 t/m 18-07-1970 |
| Week:                                      | 1                                          | 2                                          |                                            |
| ------------------------------------------ | ------------------------------------------ | ------------------------------------------ | ------------------------------------------ |
| Positie:                                   | 25                                         | 24                                         | uit                                        |

### NPO Radio 2 Top 2000
| Nummer met noteringen in de NPO Radio 2 Top 2000 | '99 | '00 | '01 | '02 | '03 | '04 | '05 | '06 | '07 | '08 | '09 | '10 | '11  | '12 | '13  | '14  | '15  | '16 | '17  |
| ------------------------------------------------ | --- | --- | --- | --- | --- | --- | --- | --- | --- | --- | --- | --- | ---- | --- | ---- | ---- | ---- | --- | ---- |
| Mijn gebed                                       | 842 | 528 | 918 | 973 | 591 | 792 | 750 | 647 | 392 | 579 | 801 | 856 | 1047 | 869 | 1127 | 1182 | 1214 | -   | 1572 |

1. ↑  Een '-' betekent dat het nummer niet was genoteerd en een vetgedrukt getal geeft de hoogste notering aan.
2. ↑  Deze tabel is bijgewerkt tot en met de laatste editie (2024).

## Trivia
- In 1971 maakte hij een single onder de alias naam Mach I met A-kant They Call Me a Lucky Man en op de B-kant The Wah-Wah Song. Beide nummers werden door D.C. Lewis zelf geschreven. Producer was Hans van Hemert.
- In 1972 vormde hij met Bonnie St. Claire het duo Alias Bonny and Lewis. Deze eenmalige samenwerking resulteerde in een single That's Why met op de B-kant The Winter of Our Love.

- MusicBrainz: 12c42725-62a6-406e-8a60-c379d14a3d74